# Апатенко, Сергей Николаевич
Сергей Николаевич Апатенко (род. 4 мая 1963) — руководитель исполкома «Российской Конфедерации предпринимателей» (РКП). Член совета по развитию предпринимательства Государственной Думы Федерального собрания РФ. Вице-президент Общероссийской общественной организации «Одарённые дети — будущее России».
Депутат Государственной Думы Федерального Собрания Российской Федерации третьего созыва.
Заместитель председателя Комитета ГД Содружества независимых государств и по связям с соотечественниками.
Руководитель и основатель самого крупного в истории существования Государственной думы межфракционного депутатского объединения «ЗУБР» (За союз Украины, Белоруссии и России — 306 депутатов).
Автор нескольких десятков внесённых законопроектов среди которых законы: «О гражданстве», «О гимне», «Об образовании», и др.
Поправки в закон «Об образовании» позволили детям-сиротам и детям из числа сирот до 23 лет без конкурса поступать в СУЗы и ВУЗы.
Активно выступал против закона о ввозе отработавшего ядерного топлива в страну. Являлся организатором депутатской группы противодействия ввоза ОЯТ в ГД.
В 2002 году принял меры по недопущению незаконного ввоза на Каменск-Шахтинский химкомбинат (Ростовская область) для хранения токсичных продуктов переработки иприта.
Создатель первой в стране молодёжной организации «Молодёжное Единство» в Ростовской области, впоследствии влившейся в Общероссийскую организацию.
Содействовал многие годы финансированию строительства и ремонта таких объектов как: Новочеркасский казачий войсковой собор, Ростовский государственный университет, Ростовский областной музей изобразительных искусств, детская картинная галерея, Ростовский онкологический и противотуберкулёзный диспансеры и др.
С 2003 по 2004 год заместитель руководителя аппарата фракции «Единая Россия» в ГД ФС РФ. Направление — вопросы законотворчества фракции.
Апатенко С. Н. является доверенным лицом Владимира Путина на выборах президента РФ.
С июня 2004 года руководил Молодёжной политикой РФ в должности директора департамента «Государственной и молодёжной политики, воспитания и социальной защиты детей». Под его руководством был сформирован новый взгляд на политику усыновления, опеки и попечения в России. Были созданы: информационный портал «Усыновите. РУ», sms сервис, телефоны доверия и др. Это позволило с 2005 года Российскому усыновлению во много раз превысить иностранное и сократить количество детей-сирот.
Департамент под руководством Апатенко С. Н. подготовил все необходимые документы и был инициатором обращения к президенту РФ, о праздновании 25 января «Дня студенчества» (с 2005 года).
Под руководством Апатенко С. Н. совместно с компанией «Глория Джинс» проведена беспрецедентная Всероссийская акция, в результате которой каждый воспитанник детского дома в стране в 2005—2006 годах получил комплект модельной одежды на общую сумму более 5 млн долларов США.
Правительством РФ в 2006 году была одобрена стратегия Молодёжной политики, подготовленная под руководством Апатенко. Впервые за последние 30 лет в документе были определены задачи и направления молодёжной политики РФ.
С 2004—2007 годов[уточнить] член Правительственной «Комиссии по делам несовершеннолетних». Член коллегии Росспорта РФ. Член коллегии Минобрнауки.
За активную жизненную позицию, заслуги перед РФ, Апатенко С. Н. отмечен Государственными и другими наградами, среди которых: две благодарности Президента РФ, медаль «За заслуги в социальной сфере», «За вклад в дело мира» и др.
Кандидат экономических наук, автор ряда публикаций, в том числе монографии «Интеграция на постсоветском пространстве»
Подполковник запаса.